# Grozni
Grozni (rusko Грозный, latinizirano: Groznyj, IPA: [ˈgroznɨj]; čečensko Соьлжа-ГӀала, latinizirano: Sölƶa-Ġala) je glavno mesto Čečenije v Rusiji. Mesto leži ob reki Sunži. Leta 2021 je imelo 328.533 prebivalcev. Prejšnje ime mesta je Groznaja (do 1870).

## Ime
V ruščini ime Grozni pomeni enako kot v slovenščini. V čečenščini je uradno ime enako, neuradno pa je kraj znan kot Sölƶa-Ġala, kar dobesedno pomeni mesto ob reki Sunži.
Med prvo čečensko vojno leta 1996 so čečenski uporniki mesto preimenovali v Džohar-Ghala, dobesedno mesto Džoharja, po prvem predsedniku Čečenske republike, Džoharju Dudajevu. Decembra 2005 je čečenski parlament glasoval za preimenovanje mesta v Ahmad-Kala (po Ahmadu Kadirovu), kar je zavrnil njegov sin Ramzan Kadirov, premier in poznejši predsednik republike.

## Zgodovina
Trdnjava Groznaja je bila odprta leta 1818 kot rusko vojaško oporišče ob reki Sunži. Zgradil jo je general Aleksej Petrovič Jermolov. Ko se je to območje priključilo Rusiji, je bilo oporišče že zastarelo za vojaško rabo in 11. januarja 1870 je naselje dobilo mestne pravice ter bilo preimenovano v Grozni.
Leta 1893 je bila v mestu odprta prva naftna vrtina. Do leta 1900 je 11 podjetij odprlo 116 vrtin. Pri črpanju nafte so sodelovali tudi Alfred Nobel, ustanovitelj Nobelove nagrade, in družina Rotschild. Prebivalstvo se je med letoma 1897 in 1913 podvojilo z 15.600 na 30.400, Grozni pa je postal eden največjih industrijskih centrov Kavkaza.
Med prvo čečensko vojno se je v Groznem odvijala velika bitka, ki je trajala od decembra 1994 do februarja 1995, ko so ruske sile mesto zavzele. Zaradi bojev in ruskega bombandiranja je bil velik del mesta uničen. 1996 je bila Rusija poražena in njena vojska pregnana iz Groznega.
Grozni je bil središče dogajanja tudi med drugo čečensko vojno, ko je v njem med oktobrom 1999 in februarjem 2000 potekala silovita bitka. V začetku spopadov je Rusija v raketnem napadu na tržnico, porodnišnico in mošejo ubila več kot 140 ljudi. V sledečem obstreljevanju mesta je bila večina Groznega porušenega. Febrarja 2000 ga je zasedla Rusija. Po Združenih narodih je bil Grozni leta 2003 najbolj uničeno mesto na svetu.
Med letom 1989 in 2002 je število prebivalcev padlo za 47,3% (iz 399.688 na 210.720).
Po letu 2003 se je začela ponovna gradnja mesta. Obnovljenih je bilo 250 km cest, 13 mostov in okrog 900 trgovin. Leta 2005 je bilo mesto ponovno povezano z železnico, leta 2007 pa je bilo ponovno odprto letališče. Prvi mednarodni polet z mestnega letališča je bil 16. novembra 2009.

## Geografija
V Groznem je vlažno kontinentalno podnebje (Köppen: Dfa) z vročimi poletji in mrzlimi zimami. Višek padavin je na začetku poletja, ko je tudi višek sončnega obsevanja.